# Los Angeles Music Center
Das Los Angeles Music Center, offizielle Bezeichnung Performing Arts Center of Los Angeles County, ist eine der drei größten Zentren für Darstellende Künste und Kultur in den Vereinigten Staaten, gelegen in der 135 North Grand Ave in Los Angeles. 
Das Music Center besteht hauptsächlich aus den vier Veranstaltungsgebäuden:
- Dorothy Chandler Pavilion, Opernhaus mit 3.197 Plätzen
- Ahmanson Theatre, Theater mit 1.600 bis 2.007 Plätzen, je nach Bestuhlung
- Mark Taper Forum, Theater mit 745 Plätzen
- Walt Disney Concert Hall, Konzerthalle mit 2.265 Plätzen

Das Los Angeles Music Center gehört dem Los Angeles County und wird getragen von den vier Kultureinrichtungen, dem Los Angeles Philharmonic Orchestra, der Center Theatre Group, der LA Opera sowie dem Los Angeles Master Chorale, deren Veranstaltungen jedes Jahr mehr als 1,3 Mio. Besucher zählen.

## Bild-Galerie

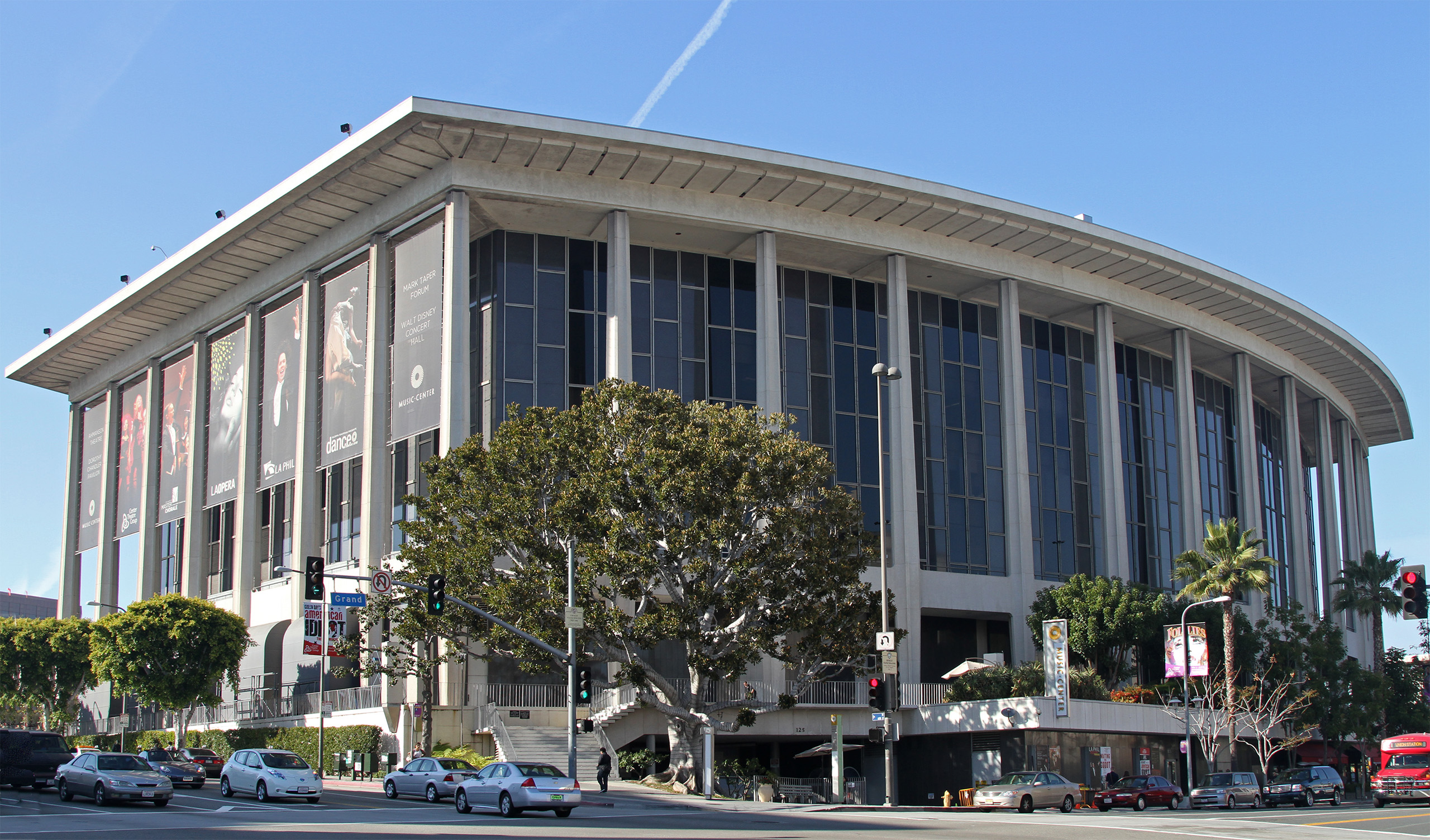
Dorothy Chandler Pavilion
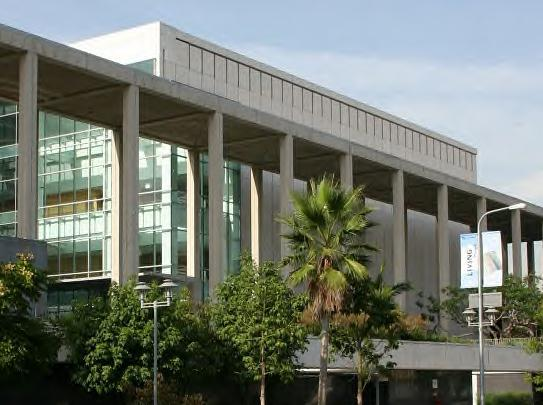
Ahmanson Theatre
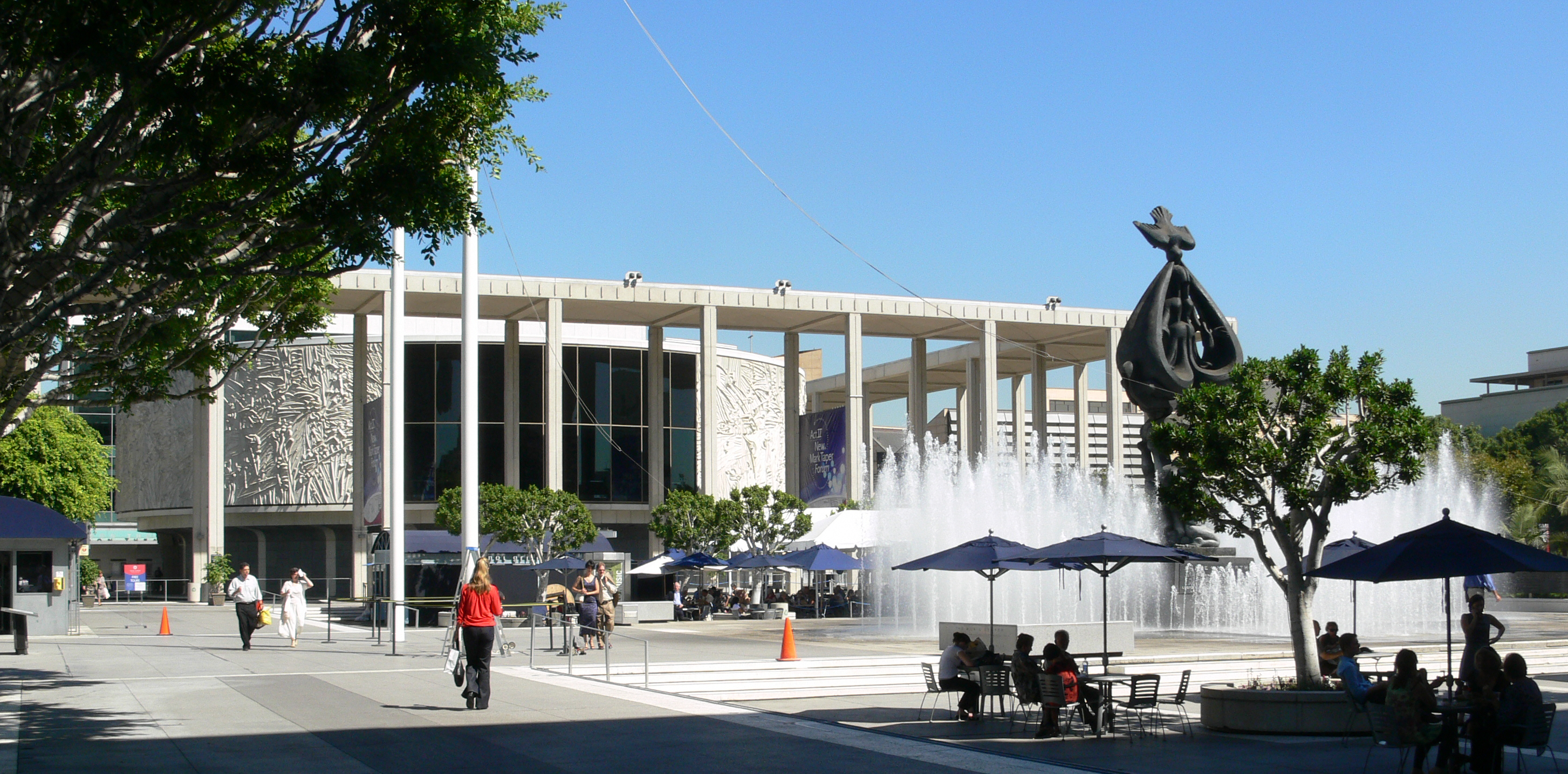
Mark Taper Forum
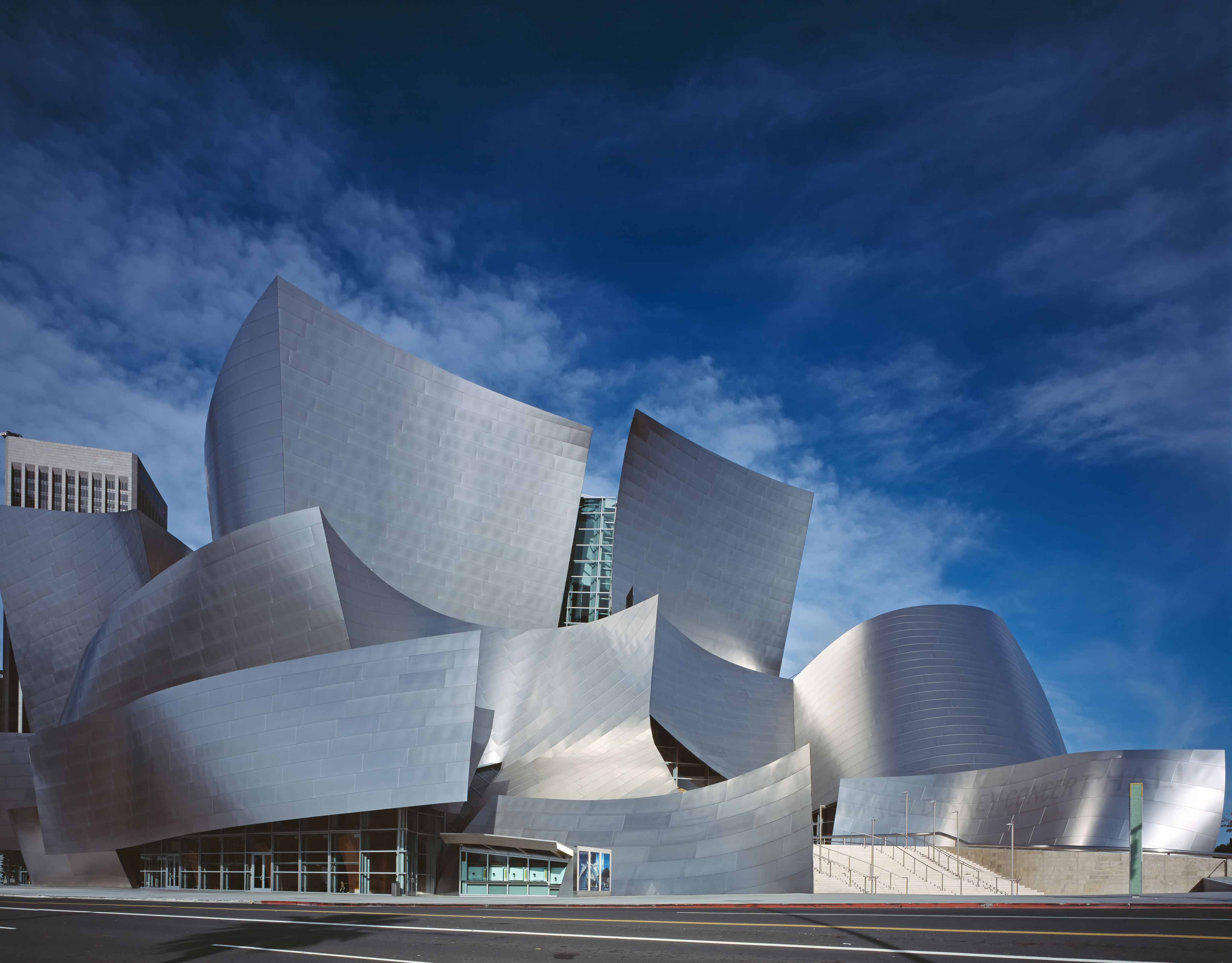
Walt Disney Concert Hall
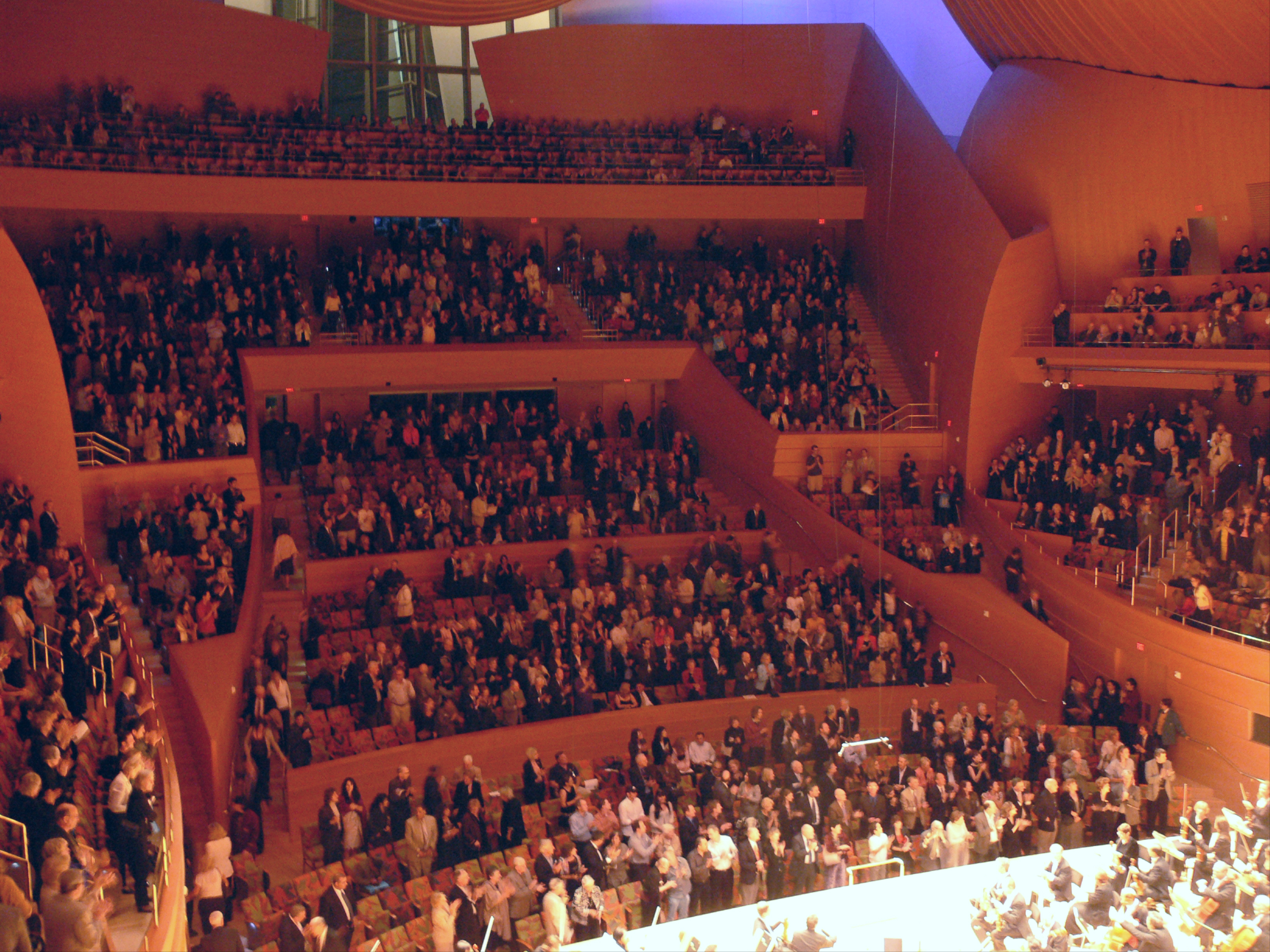
Zuschauerränge in der Walt Disney Concert Hall